# Бобишта
Бобишта или Бобишча (грч. Βέργα, до 1926. грч. Μπόμπιστα) је насељено место у општини Костур у периферији Западна Македонија, Грчка. Према попису из 2021. године било је 73 становника.
Према бугарском географу и историчару, Василу Канчову, у Бобишту је 1900. године живело 684 Словена хришћана. Македонски историчар Тодор Симовски, 1998. године наводи да су Бобишта словенско насеље.